# Die Arbeiter von Wien
A música Die Arbeiter von Wien (Os Trabalhadores de Viena) provavelmente foi escrita em 1927, quando 89 manifestantes foram mortos por tiros na multidão durante a chamada Revolução de Julho, em Viena e ganhou populariedade durante a Guerra Civil Austríaca de 1934. O texto é de Fritz Brügel (1897-1955), poeta e ensaísta vienense. A melodia adotada foi a marcha soviética Exército Branco, barão negro (" Белая армия, чёрный барон ", 1920) por Samuel Pokrass (1897-1939).
A música foi apresentada pela primeira vez em 1929, no 2º Dia Internacional dos Trabalhadores da Juventude, em Viena. A música tornou-se mais difundida em 1934, durante e após as lutas de fevereiro entre os expoentes do movimento trabalhista austríaco e a ditadura de propriedades com suas organizações. Especialmente em Viena, Estíria e Alta Áustria, os trabalhadores subiram espontaneamente e sem gestão central contra o austrofascismo. A música Die Arbeiter von Wien entrou no repertório internacional de canções antifascistas.

## Letra
| LETRA EM ALEMÃO | LETRA EM PORTUGUÊS |
| --- | --- |
| Wir sind das Bauvolk der kommenden Welt. Wir sind der Sämann, die Saat und das Feld. Wir sind die Schnitter der kommenden Mahd. Wir sind die Zukunft und wir sind die Tat. So flieg, du flammende, du rote Fahne, voran dem Wege, den wir zieh'n. Wir sind der Zukunft getreue Kämpfer. Wir sind die Arbeiter von Wien. | Nós somos as pessoas construtoras do mundo vindouro. Nós somos o semeador, a semente e o campo. Nós somos os ceifeiros da próxima roçada Nós somos o futuro e somos a ação. Então voe, seu flamejante, sua bandeira vermelha, à frente do caminho que estamos seguindo. Somos lutadores leais ao futuro. Nós somos os trabalhadores de Viena. |

## Literatura
- Karl Adamek: LiederBilderLeseBuch. Elefanten Press, Berlin 1981. ISBN 3-88520-049-X

## Links da Web
- Letra da música. In: dasrotewien.at - léxico da web da social-democracia vienense. SPÖ Viena (ed.)